# Wehlen (Bernkastel-Kues)
Wehlen ist ein Stadtteil von Bernkastel-Kues im rheinland-pfälzischen Landkreis Bernkastel-Wittlich.

## Geographie
Der Ort liegt am linken Ufer der Mosel nordwestlich der Kernstadt von Bernkastel-Kues.
Nachbarorte neben Bernkastel-Kues sind im Westen Platten, sowie auf der anderen Seite des Flusses im Nordwesten Zeltingen-Rachtig und im Südosten Graach an der Mosel.
Zwischen Wehlen und Zeltingen-Rachtig liegt die Staustufe Zeltingen.

## Geschichte
Wehlen wird erstmals 867 erwähnt, ist möglicherweise aber bereits keltisch-römischen Ursprungs. Erzbischof Bertolf von Trier bestimmte 874, dass verschiedene Ortschaften, darunter auch Wehlen, den Zehnt an die örtlichen Kirchen entrichten sollten. Ausgenommen wurden ausdrücklich die Weinberge der Mönche, womit erstmals ein Weinbau belegt wird. In weiteren mittelalterlichen Urkunden finden sich unterschiedliche Schreibweisen des Ortsnamens: Wenelon, Welena, Walene, Wellena und Wellen.
Der 1627 erwähnte Wehlener Ortsteil Inkart wird durch eine Pest-Epidemie während des Dreißigjährigen Krieges (1618–1648) so schwer betroffen, dass die wenigen Überlebenden nach Wehlen übersiedeln und das verlassene Dorf nachfolgend verfällt. Der 1864 erbaute „Inkarter Brunnen“ soll an diese vernichtete Siedlung erinnern.
Das Linke Rheinufer wurde 1794 im ersten Koalitionskrieg von französischen Revolutionstruppen besetzt. Von 1798 bis 1814 war Wehlen ein Teil der Französischen Republik (bis 1804) und anschließend des Napoleonischen Kaiserreichs, zugehörig dem Saardepartement. Auf dem Wiener Kongress (1815) kam die Region an das Königreich Preußen, der Ort wurde 1816 dem Regierungsbezirk Trier zugeordnet.
Die Weihe der heutigen katholischen Pfarrkirche St. Agatha erfolgte im Jahr 1870. Die nunmehr „Alte Kirche“, 1669/70 auf den Fundamenten eines baufälligen Vorgängerbaus errichtet, wird nachfolgend zu Armenwohnungen umgebaut.
In den Jahren 1913 bis 1915 wurde die erste Wehlener Moselbrücke erbaut, die bereits 1920 wegen eines Baufehlers durch ein großes Moselhochwasser zerstört werden sollte. Die 1925/26 errichtete zweite Brücke wurde 1945 beim Rückzug der deutschen Truppen gesprengt. Erst die 1947 bis 1949 erbaute dritte Brücke sollte dann länger Bestand haben.
Nach dem Ersten Weltkrieg gehörte das Gebiet zum französischen Teil der Alliierten Rheinlandbesetzung. Nach dem Zweiten Weltkrieg wurde Wehlen innerhalb der französischen Besatzungszone Teil des damals neu gebildeten Landes Rheinland-Pfalz.
Am 7. November 1970 wurde die bis dahin eigenständige Gemeinde Wehlen mit zu diesem Zeitpunkt 1306 Einwohnern in die Stadt Bernkastel-Kues eingemeindet.

## Politik

### Ortsbezirk
Der Ortsteil Wehlen ist gemäß Hauptsatzung einer von zwei Ortsbezirken der Stadt Bernkastel-Kues. Er wird politisch von einem Ortsbeirat und einem Ortsvorsteher vertreten.

### Ortsbeirat
Der Ortsbeirat von Wehlen besteht aus elf Mitgliedern, die bei der Kommunalwahl am 9. Juni 2024 in einer personalisierten Verhältniswahl gewählt wurden, und der ehrenamtlichen Ortsvorsteherin als Vorsitzender.
Die Sitzverteilung im Ortsbeirat:
| Wahl | CDU | FDP | WGR | FWG (*) | Gesamt   |
| ---- | --- | --- | --- | ------- | -------- |
| 2024 | 4   | 1   | –   | 6       | 11 Sitze |
| 2019 | 4   | 1   | –   | 6       | 11 Sitze |
| 2014 | 5   | 2   | –   | 4       | 11 Sitze |
| 2009 | 4   | 2   | 2   | 3       | 11 Sitze |
| 2004 | 5   | 1   | 1   | 4       | 11 Sitze |

### Ortsvorsteher
Gertrud Weydert (FWG) wurde 1994 Ortsvorsteherin von Wehlen. Bei der Direktwahl am 26. Mai 2019 wurde sie mit einem Stimmenanteil von 75,87 % und am 9. Juni 2024 als einzige Bewerberin mit 75,1 % für jeweils weitere fünf Jahre in ihrem Amt bestätigt.

## Kultur und Sehenswürdigkeiten

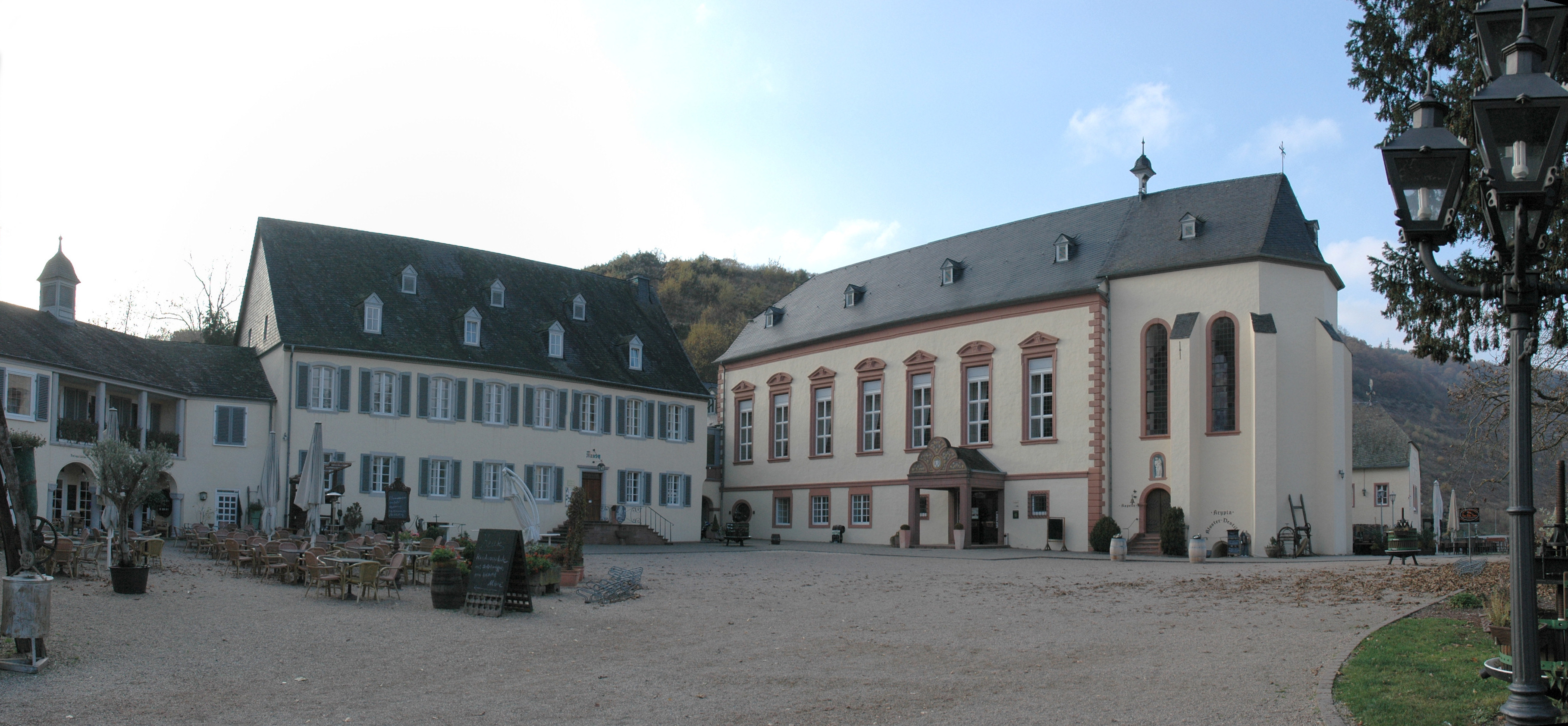
Ehemaliges Kloster Machern

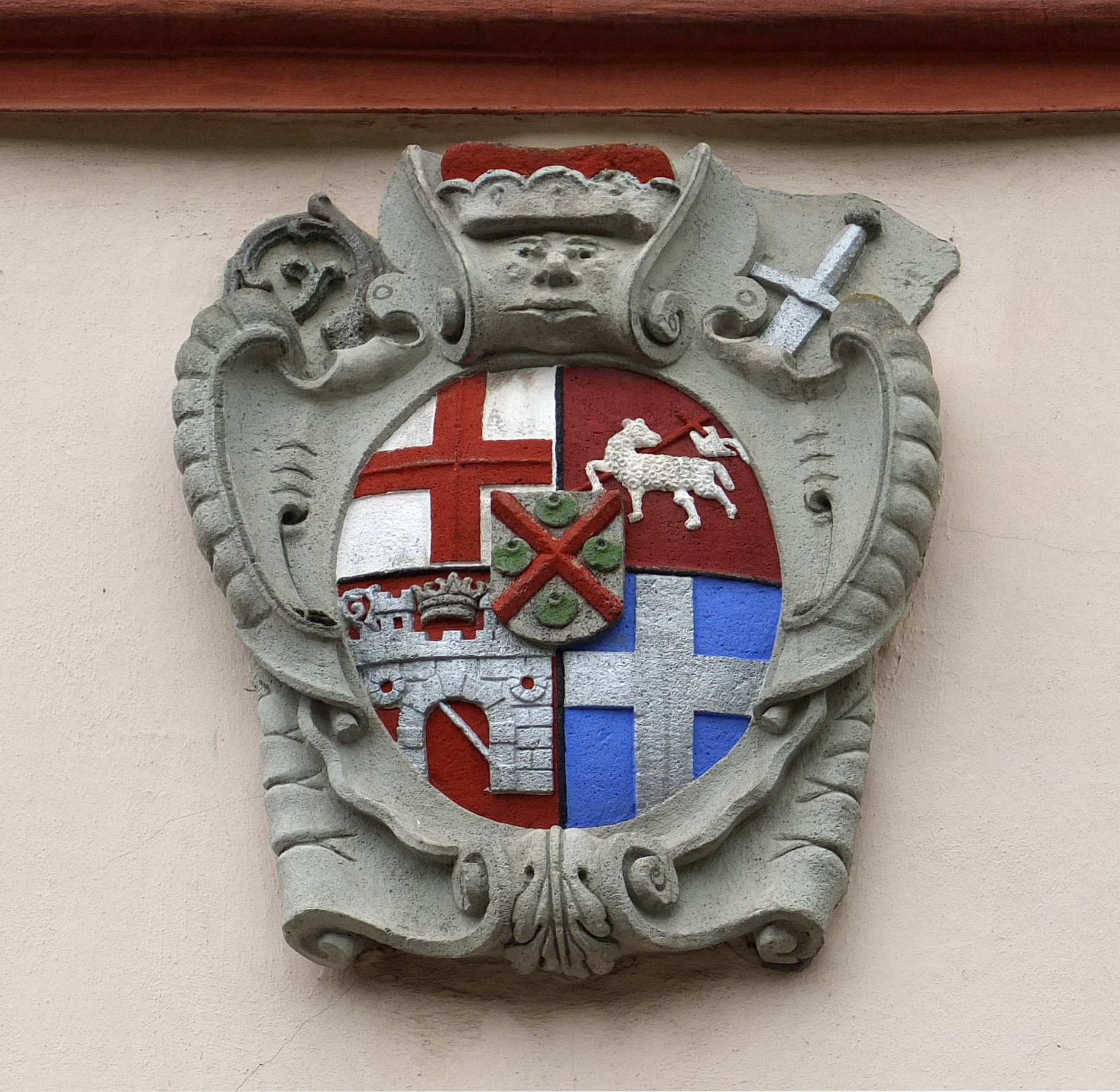
Wappen des Johann Hugo von Orsbeck, Kurfürst von Trier, am Zehnthof, Uferallee 11.

In der Denkmalliste des Landes Rheinland-Pfalz (Stand: 2025) sind folgende Kulturdenkmäler genannt:
- Katholische Pfarrkirche St. Agatha, neugotische Bruchsteinhalle (1869), Langgasse 2
- Ehemalige Kirche St. Agatha (Vorgängerbau), Saalbau (bezeichnet 1669), Brückenstraße 15
- Ehemaliges kurfürstliches Zehnthaus, Ende 16./Anfang 17. Jahrhundert
- Zwei innerörtliche Denkmalzonen und zahlreiche Einzelhäuser aus dem 17. bis 20. Jahrhundert
- Denkmalzone Klosterhofgut Machern südwestlich des Ortes mit dem ehemaligen Zisterzienserinnenkloster Machern, einem siebenachsigen Saalbau (ab 1688)
- Mehrere Wegekapellen und -kreuze in der Gemarkung
- Moselbrücke Wehlen; Neubau unter Verwendung der Tragekonstruktion von 1948; einzige Hängebrücke an der Mosel.[13]

Zu den Wahrzeichen von Wehlen gehört auch die Sonnenuhr, der die Weinlage Wehlener Sonnenuhr ihren Namen verdankt.

## Wirtschaft und Infrastruktur

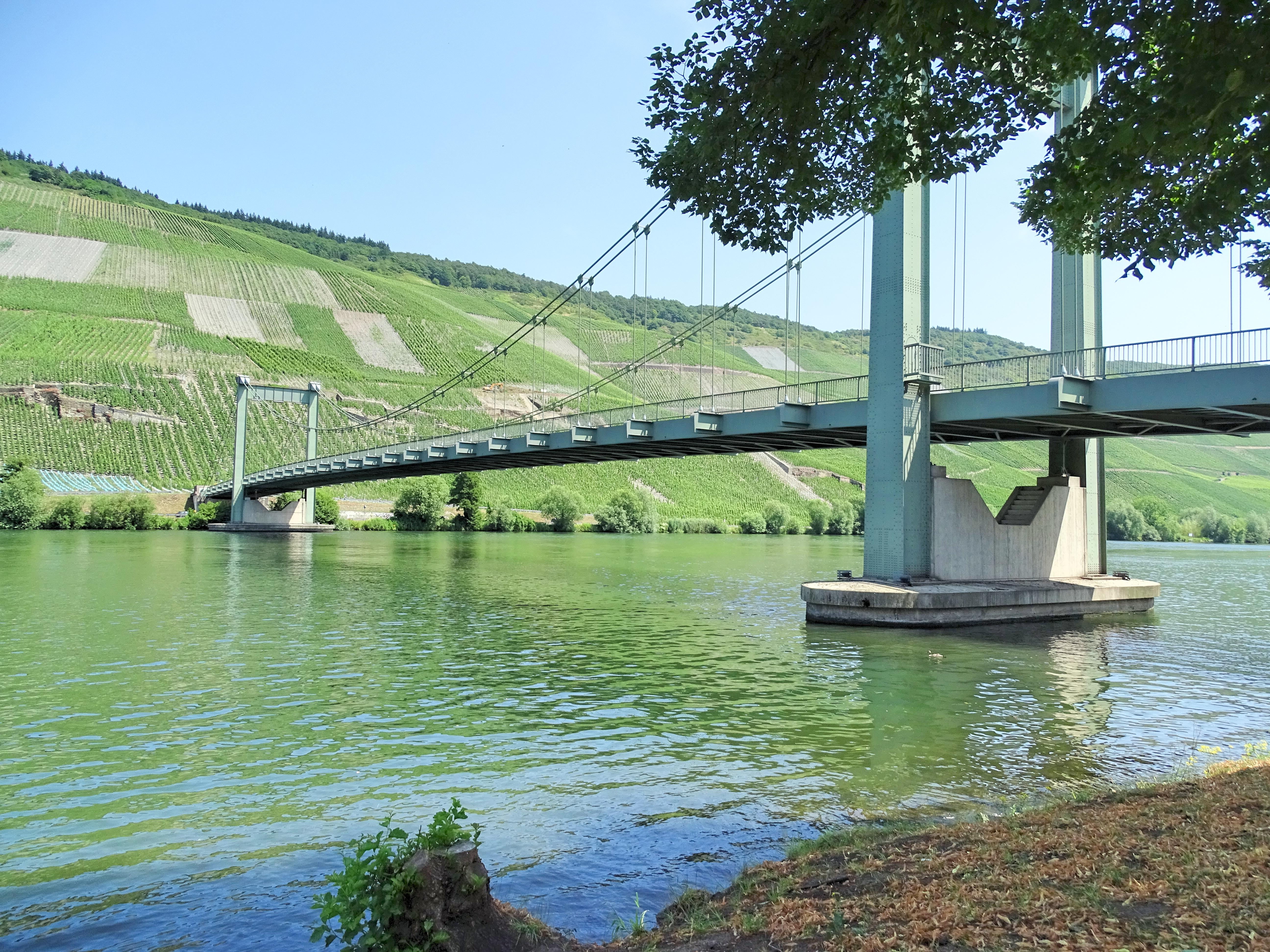
Moselbrücke

Wehlen liegt an der parallel zur Mosel verlaufenden Landesstraße 47, die in nordwestlicher Richtung zur Bundesstraße 53, sowie über die Moselbrücke Zeltingen nach Zeltingen-Rachtig und Platten, in südöstlicher zum Stadtteil Bernkastel führt. Die Moselbrücke Wehlen bietet eine direkte Verbindung zur B 53 zwischen Zeltingen-Rachtig und Graach.

## Persönlichkeiten
- Georg Canaris (1740–1819), Pfarrer
- Jodocus Prüm (1807–1876), Winzer und Stifter